# Ringgold (Louisiana)
Ringgold ist eine Kleinstadt (mit dem Status „Town“) im Bienville Parish im US-amerikanischen Bundesstaat Louisiana. Das U.S. Census Bureau hat bei der Volkszählung 2020 eine Einwohnerzahl von 1.379 ermittelt.

## Geografie
Ringgold liegt im Nordwesten Louisianas, unweit der Grenzen zu Arkansas und Texas. Die geografischen Koordinaten von Ringgold sind 32°19′43″ nördlicher Breite und 93°16′48″ westlicher Länge. Das Stadtgebiet erstreckt sich über eine Fläche von 6 km².
Benachbarte Orte von Ringgold sind Heflin (15 km nördlich), Jamestown (7,3 km ostnordöstlich), Castor (16,5 km südöstlich) und Hall Summit (18,8 km südlich).
Die nächstgelegenen größeren Städte sind Louisianas Hauptstadt Baton Rouge (356 km südöstlich), Louisianas größte Stadt New Orleans (469 km in der gleichen Richtung), Lafayette (305 km südsüdöstlich), Shreveport (60,3 km nordwestlich), Dallas in Texas (357 km in der gleichen Richtung), Arkansas’ Hauptstadt Little Rock (326 km nordnordöstlich) und Mississippis Hauptstadt Jackson (334 km östlich).

## Verkehr
Der U.S. Highway 371 verläuft in Nord-Süd-Richtung als Hauptstraße durch Ringgold und trifft im Zentrum auf die Louisiana Highways 4 und 154. Alle weiteren Straßen sind untergeordnete Landstraßen, teils unbefestigte Fahrwege sowie innerörtliche Verbindungsstraßen.
Durch Ringgold verläuft in West-Ost-Richtung eine Eisenbahnstrecke der Kansas City Southern.
Die nächsten Flughäfen sind der Shreveport Regional Airport (68,4 km nordwestlich) und der größere Dallas/Fort Worth International Airport (391 km westlich).

## Bevölkerung
Nach der Volkszählung im Jahr 2010 lebten in Ringgold 1495 Menschen in 604 Haushalten. Die Bevölkerungsdichte betrug 249,2 Einwohner pro Quadratkilometer. In den 604 Haushalten lebten statistisch je 2,37 Personen.
Ethnisch betrachtet setzte sich die Bevölkerung zusammen aus 39,9 Prozent Weißen, 58,0 Prozent Afroamerikanern, 0,3 Prozent amerikanischen Ureinwohnern, 0,1 Prozent (eine Person) Asiaten sowie 0,1 Prozent aus anderen ethnischen Gruppen; 1,7 Prozent stammten von zwei oder mehr Ethnien ab. Unabhängig von der ethnischen Zugehörigkeit waren 1,9 Prozent der Bevölkerung spanischer oder lateinamerikanischer Abstammung.
26,0 Prozent der Bevölkerung waren unter 18 Jahre alt, 54,5 Prozent waren zwischen 18 und 64 und 19,5 Prozent waren 65 Jahre oder älter. 55,5 Prozent der Bevölkerung war weiblich.
Das mittlere jährliche Einkommen eines Haushalts lag bei 22.656 USD. Das Pro-Kopf-Einkommen betrug 11.070 USD. 42,4 Prozent der Einwohner lebten unterhalb der Armutsgrenze.

## Bekannte Bewohner
- Long John Hunter (1931–2016), Blues-Gitarrist, Sänger und Songwriter
- Jerry Huckaby (* 1941) – demokratischer Abgeordneter des US-Repräsentantenhauses (1977–1993)[4] – betrieb in Ringgold eine Farm